# Битка при Алия
Битката при Алия (Allia) се провежда на река Алия между келтските гали и римляните на 18 юли през 390 или 387 пр.н.е. Келтите побеждават и завладяват Рим. Историкът Ливий нарича денят на тази битка като „нещастен ден“ (на латински: Dies ater).

## Предистория
В началото на 4 век пр.н.е. келтски племена, които живели преди това северно от Алпите, завладяват етруските племена от долината на По, където живеят. Келтското племе сенони се заселва на територията чак до наречената след това на тях Sena Gallica.
През 387 пр.н.е. (или 390 пр.н.е.) сеноните нападат етруския град Клузиум (дн. Chiusi), които поискват помощ от Рим. Изпратените за преговори римски емисари са се държали много високомерно. Един член от рода Фабии убил един галски вожд, което кара галите да нападнат Рим. След като Рим не предава убиеца от Клузиум, а назначава трима Фабии за военни трибуни, галите тръгват против града.

## Ход на битката
На 18 юли 387 пр.н.е. (или 390 пр.н.е.) се състои битката. Римляните заемат позиция на 10 км северно от Рим на река Алия с шест легиона от 40 000 души с командир Квинт Сулпиций. Галите нападат дясното римско крило, където стоят млади неопитни войници, след това навлизат в центъра и лявата линия. Оживелите римляни изпадат в паника и бягат в град Вейи и Рим, където жителите се оттеглят на хълма Капитолий.
Галите с командир Брен нападат Рим, когато всички още спят. Гъските на града дават аларма, започнали да грякат. Тогава консул Марк Манлий Капитолин започнал да подготвя отбраната.
Множество жители бягат от нападателите. Една част бяга заедно с Манлий на връх Капитолий. Галите обсаждат града седем месеца, основно го ограбват и подпалват голяма част от Рим. Затова липсват много данни за историята на Рим преди нападението на галите. По-късно войската с генерал Марк Фурий Камил успява да прогони галите от Рим.

## Резултат
Галите се оттеглят и заради климата, с който не са свикнали (започват да се разболяват в горещите летни месеци от малария). Те трябва да плащат високи трибути в злато, при което излъгали. След оплакването на римляните, според легендата, Брен хвърлил и златния си меч на теглилката с думите „Vae victis“! („Горко на победените!“).
На Рим му трябва дълго време да се съвземе от тази катастрофа. Започва възстановяване. Цензорите дават заповед да се изгради отново крепостната Сервианската стена. Войската се реорганизира. Вместо гръцките Фалангски-мечове римляните се въоръжават с късия меч (гладиус). Заменят бронзовите хелмове с железни. Легионите се преструктуират и се въвеждат триарии, принципи и хастати.
Рим остава следващите 8 века ненападан, до нападението на вестготите през 410 г.